# Close (album)
Close è il sesto album in studio della cantante britannica Kim Wilde, pubblicato nel 1988.

## Tracce
Lato A
1. Hey Mister Heartache
2. You Came
3. Four Letter Word
4. Love in the Natural Way
5. Love's a No

Lato B
1. Never Trust a Stranger
2. You'll Be the One Who'll Lose
3. European Soul
4. Stone
5. Lucky Guy